# Сібілої (національний парк)
Національний парк Сібілої розташований на північно-східному березі озера Туркана на півночі Кенії. Парк був заснований у 1973 році урядом Кенії для захисту унікальної дикої природи та палеонтологічних місць розкопок. Він охоплює 1 570  км2 і є всесвітньо відомим своїми скам’янілостями. У 1997 році він був включений до списку Всесвітньої спадщини ЮНЕСКО як частина національного парку озера Туркана.
Національний парк Сібілої розташований на диких і скелястих берегах озера Туркана – які вважаються колискою людства. Сібілої є домом для важливих археологічних пам’яток, у тому числі Кообі-Фора, де викопні рештки зробили більший внесок у розуміння еволюції людини, ніж будь-яке інше місце на континенті. 
Скам'янілості людини в парку включають останки австралопітека, людини вмілої, людини прямоходячої та людини розумної. Інші знахідки включають широке розмаїття предків сучасних видів тварин, у тому числі слонів. Тут загалом понад 100 археологічних пам'яток.
Ця територія характеризується напівпустельним середовищем існування та відкритими рівнинами, оточеними вулканічними утвореннями, включаючи гору Сібілої, де можна побачити залишки скам’янілого лісу. 
Парк був названий на честь гори Сібілоїї. Поряд з горою також розташована штаб-квартира парку Служби дикої природи Кенії, адміністративного органу; місця для кемпінгу та короткострокового перебування відвідувачів; і музей Koobi Fora. Коса Кообі Фора з об’єктами науково-дослідного центру Кообі Фора розташована на півночі, але доступна для екскурсій.
Найвідоміші рештки парку – скам’янілості австралопітека та ранньої людини . Їх перевезли до Найробі, але викопні інших видів тварин виставлені в музеї.

## Фауна
Парк служить місцем зупинки для водоплавних перелітних птахів і єважливим місцем розмноження нільського крокодила, бегемота та різноманітних отруйних змій. У парку також є інші наземні дикі тварини, такі як зебри, газелі Гранта, леви, леопарди, смугасті гієни, орікс бейза, куду великий, гепарди та північні топі. Всього в озері Туркана зареєстровано понад 350 видів водних і наземних птахів.

## Дивись також
- Кообі Фора
- Озеро Туркана

## Зовнішні посилання
- Sibiloi National Park. Kenya Wildlife Service. Процитовано 11 жовтня 2010.
- Вікісховище має мультимедійні дані за темою: Сібілої (національний парк)